# Álfheiður Ingadóttir
Álfheiður Ingadóttir (ur. 1 maja 1951 w Reykjavíku) – islandzka polityk, posłanka do Alþingi od 2007, minister zdrowia w rządzie Jóhanny Sigurðardóttir (od 1 października 2009). Należy do Ruchu Zieloni-Lewica.